# Gdč. Norris
Gospodična Norris je izmišljen lik iz serije fantazijskih romanov o Harryju Potterju britanske pisateljice J. K. Rowling.
Je mačka Argusa Filcha, hišnika Bradavičarke. Študentje jo imajo za zlobno, saj hišniku poroča o vseh neumnostih, ki jih študentje počnejo. V Harryjevem drugem letniku jo skamni bazilisk. Argus Filch je v četrtem letniku na božičnem plesu plesal z Gdč. Norris.